# Осада Асписа
Осада Асписа (осада Клупеи) — осада, проводившаяся в 255 году до н. э. Римской республикой. Это был первый вооружённый конфликт на африканской земле, прошедший во время Первой Пунической войны.

## Предпосылки
После победы римлян над карфагенским военно-морским флотом в битве у мыса Экном, посланным помешать им добраться до Африки, они высадились неподалёку от Асписа, к югу от Карфагена.

## Осада
Римляне, построив траншею и частокол для защиты своих кораблей, двинулись к Аспису. Карфаген ещё не был готов сражаться на суше, и город пал после недолгой обороны гарнизона. Взяв Аспис, римляне начали контролировать участок земли напротив Карфагена и укрепили свой тыл, чтобы отгородиться от противника перед собой. Оставив в Асписе надлежащий гарнизон, римляне отправили в Италию посланников, чтобы сообщить им об их успехе и получить инструкции по дальнейшим действиям.

## Последствия
После победы над карфагенянами римляне отправили большую часть своего войска и флота обратно в Рим, за исключением 15 000 пехотинцев и 500 кавалеристов. Эта часть армии под командованием Марка Атилия Регула осталась в Северной Африке. Продвигаясь по суше и грабя территорию по пути, они остановились в городе Адис, который осадили.